# Robert Irving III

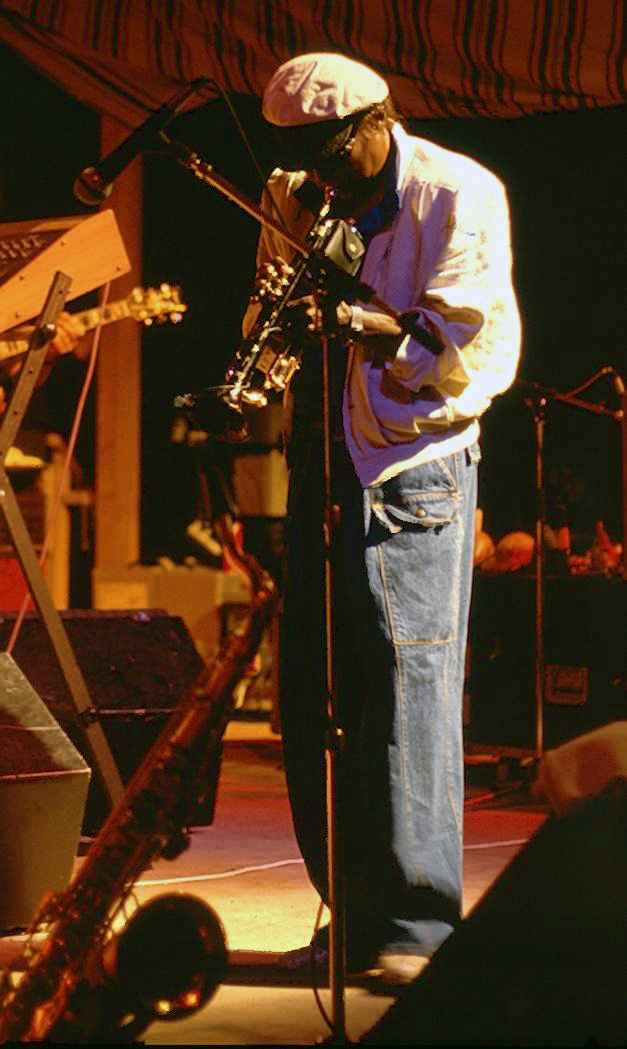
Miles Davis 1984

Robert Irving III (27 de octubre de 1953) es un pianista, compositor, arreglista y educador musical estadounidense. 

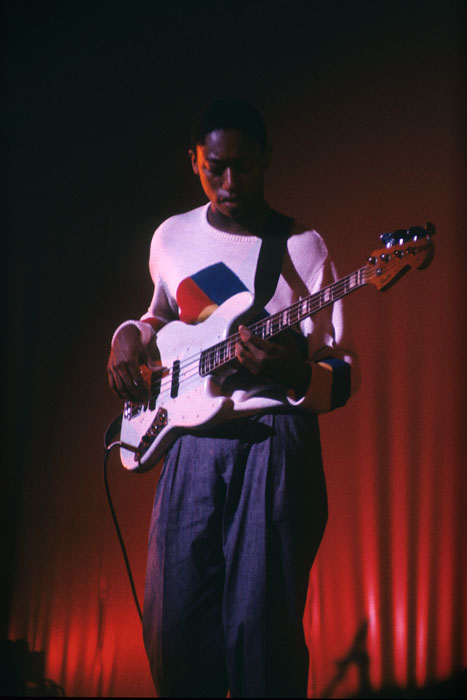
Darryl Jones en París en 1983

Nacido en Chicago, Irving era uno del grupo de jóvenes músicos de Chicago que a finales de los 70 y principios de los 80 formaron el núcleo de las bandas de grabación y giras de Miles Davis. Irving dejó la banda de Davis en 1989, y ha desarrollado una prolífica carrera como músico de gira, compositor, arreglista, productor, educador y artista interdisciplinario. Irving retomó su carrera como artista de grabación bajo su propio nombre con el lanzamiento de New Momentum en 2007 y más recientemente con el lanzamiento de "Our Space In Time" por Robert Irving III Generations (con estudiantes asistidos por Irving a través del Jazz Institute of Chicago Jazz Links programe). 

## Comienzos
El primer instrumento musical de Irving fue la corneta, seguida por una gama de instrumentos de metal que incluían corneta, trompa y trombón de válbulas. Mientras tocaba, Irving también estudió piano para ampliar su conocimiento de la teoría musical. 
La familia de Irving se mudó a Carolina del Norte en 1969 y permaneció allí hasta 1978. Mientras estaba en Carolina del Norte, Irving continuó sus estudios en teoría musical, tocó trombón en bandas de concierto, teclados para bandas de música pop / funk y fusión, y órgano y piano para grupos de gospel. El órgano de Hammond y los teclados se convirtieron en sus instrumentos principales. 
Después de regresar a Chicago en 1978, Irving conectó con varios músicos jóvenes, entre ellos Vince Wilburn Jr. y Darryl Jones, que luego se unirían a él en la banda de Miles Davis. Estos músicos formaron una serie de bandas, incluyendo Data y AL7.  En 1979, AL7 fue invitado por el arreglista / productor Tom Tom 84 para grabar algunas cintas de demostración para Maurice White (de Earth, Wind, and Fire). 

## La conexión con Miles Davis
En 1980, una composición de Irving titulada Space fue interpretada para el tío de Wilburn, Miles Davis. Space captó el interés de Davis y llevó a que Irving, Wilburn y su banda fueran invitados a Nueva York para las primeras sesiones de grabación de Davis en varios años. 
Los frutos de estas sesiones se incluyeron en el álbum de 1981, The Man with the Horn, la primera grabación que Davis había lanzado en seis años. La canción del título, The Man With the Horn, fue coescrita y arreglada por Irving, quien también escribió y arregló otra canción titulada Shout. 
Al regresar a Chicago, Irving continuó componiendo, arreglando y produciendo. En particular, trabajando en álbumes para Ramsey Lewis (1981 y 1982), Randy Hall y otros. 
Además, en 1982, Irving se convirtió en director musical y pianista de la producción del Kuumba Theatre de The Little Dreamer ... una noche en la vida de Bessie Smith y estudió stride-piano con el legendario Little Brother Montgomery, que había compuesto música para el espectáculo. 
Luego, en 1983, Davis invitó a Irving a volver a trabajar con él como compositor, arreglista y coproductor. 

## Las colaboraciones de Davis con Irving.
La colaboración inicial entre Miles Davis y Robert Irving III dio como resultado el álbum Decoy. Irving luego se unió a la banda de gira de Davis, donde permaneció durante cinco años, ocupando la silla del teclado y el papel de director musical. 
Cabe destacar que en el papel de director musical, Irving fue responsable de los arreglos musicales, los ensayos (a los que Davis nunca asistió) y el enlace musical entre Davis y los miembros del grupo que incluyó a algunos de los músicos más importantes de la era, como Al Foster, John Scofield, Bill Evans, Mike Stern, Gary Thomas, Bob Berg, Kenny Garrett, Hiram Bullock, Robben Ford, Joseph "Foley" McCreary y Darryl Jones. En esos roles, Irving escuchó las grabaciones de la actuación de cada noche con Davis para seleccionar ideas creativas espontáneas ... que luego se convirtieron en una parte permanente de los arreglos musicales del grupo. Parte de ese trabajo se exhibe en la colección The Complete Miles Davis at Montreux. 
Irving también colaboró con Davis (como compositor, productor y arreglista) en la grabación de 1985, You're Under Arrest.  El álbum incluía versiones nominadas al Grammy de "Time After Time" y "Human Nature ". 
Mientras trabajaba en el material de You're Under Arrest, Irving sumó a sus credenciales de arreglista al estudiar con Gil Evans, quien décadas antes había arreglado algunas de las grabaciones más famosas de Miles Davis. Esta sesión también incluyó una aparición de Sting, quien dijo frases en francés en la pista del título. 
Más tarde, Irving extendió esta dirección musical a proyectos como su banda sonora para la película Street Smart también con André Lassalle en la guitarra (1985), protagonizada por Morgan Freeman y Christopher Reeve, con Miles Davis como instrumentista destacado. 
Irving permaneció en la banda de Davis hasta 1989, permaneciendo cerca de Davis hasta la muerte de este en 1991. 

## Músico, director de orquesta, productor, compositor, arreglista
Desde que abandonó la banda de Davis, Irving se ha establecido en Chicago y se ha mantenido activo en muchos frentes musicales, y continúa desarrollándose como pianista, arreglista, compositor y productor. Se ha presentado, como líder y sideman, con una lista de músicos que incluye a David Murray, Wallace Roney, Eddie Henderson, Lenny White y los exalumnos de Miles Davis, Darryl Jones, Vince Wilburn Jr. y Al Foster.
Irving lanzó su primer álbum en solitario en 1988, Midnight Dream, con John Scofield, Darryl Jones, Buddy Williams, André Lassalle y Phil Perry. 
Además, Irving grabó como líder y director musical de las bandas de exalumnos de Davis, ESP y ESP2, en varios álbumes de David Murray, como miembro del Colectivo Juba de Khalil El Zabar, y con Wallace Roney.  Ha producido álbumes para, entre otros, Terri Lyne Carrington (Real Life Story, 1990) y More to Say (Real Life Story: NextGen), (E1 Entertainment, 2009). En la comunidad de Chicago, Irving ha enseñado y dado conferencias en numerosas escuelas, talleres y eventos comunitarios, y fundó el Chicago Arts Ensemble (un grupo de jazz panafricano de 18 miembros encargado por el Festival Africano de las Artes). 
Irving también compuso la partitura para la película de 1995 de George Tillman, Jr., Escenas para el alma, y compuesta para la Sinfónica de Cámara de Miami ( Mademoiselle Mandarin, un concierto para arpa y orquesta de jazz con la actuación del arpista suizo Markus Klinko )..

## Nuevo impulso
Con el lanzamiento en 2007 de New Momentum en el sello Sonic Portraits Entertainment, Irving ha vuelto a grabar bajo su propio nombre. El CD fue coproducido por Terri Lyne Carrington. 
El CD fue una "elección de los críticos" de la revista Billboard (muy recomendable por su mérito musical). 
Irving también es pintor. Cuando era miembro de la banda de Miles Davis, Davis lo alentó a comenzar a pintar. Irving comenzó a pintar regularmente en 1997, y ha visto su obra expuesta en varias galerías. 

## Bocetos de Brasil
Robert Irving III realizó la presentación debut de su "Sonic Portraits Orchestra" en el estreno mundial de "Sketches of Brazil" para una multitud de 12.500 personas, recibiendo varias ovaciones. La pieza es su homenaje orquestal a sus mentores, Miles Davis y Gil Evans, en el 50 aniversario de la grabación del clásico de la pareja, "Sketches of Spain". La actuación en el escenario Jay Pritzker Pavilion en Millennium Park, en Chicago, el jueves 13 de agosto de 2009, presentó al trompetista Wallace Roney como solista principal y al guitarrista clásico Fareed Haque como invitado especial, junto con los percusionistas brasileños Dede Sampaio y Felipe Fraga, con Miles Evans en la trompeta de la orquesta (hijo de Gil Evans) en una mezcla de 33 músicos clásicos y de jazz dirigidos por Irving a veces desde el piano.
El Instituto de Jazz de Chicago patrocinó un Simposio antes del evento con invitados especiales de las familias de Miles Davis y Gil Evans. El crítico del Chicago Tribune Howard Reich dijo sobre el trabajo de Irving que era: "Extraordinariamente ambicioso ... un recorrido de fuerza de la escritura orquestal".  Este proyecto, aunque grabado en video con cinco cámaras y con grabación de audio profesional, aún no se ha lanzado. 

## Nuestro espacio en el tiempo
Este es el tercer álbum lanzado bajo el nombre de Robert Irving III Generations como un grupo especial cofundado por la esposa de Irving, Lolo Irving en 2014, que presenta a jóvenes músicos a quienes Irving asesoró. El CD consta de 10 composiciones originales de Irving, cuatro de las cuales llegaron a él en sueños. 

## Discografía

### Como líder
- Midnight Dream (Polygram, 1988)
- Morning Sunlight (Sonic Portraits, 1999)
- New Momentum (Sonic Portraits, 2006)
- Our Space In Time (Sonic Portraits, 2015)

### Como productor
- Holy Ghost Power (sencillo) Clarkwise (Omnific Music, 2016)
- Our Space In Time (Sonic Portraits, 2015)
- Continuation Peter Lerner (Origin Records, 2014
- Circle Without End Frank Russell with Wallace Roney, Darryl Jones (Sonic Portraits, 2013)
- The Drive Jazz Links Ensemble (JICSAR, 2011)
- It's Time Kahil El Zabar’s Ethnic Featuring Nona Hendryx (Katalyst Entertainment, 2011)
- The Christ-Mas Song (single) Clarkwise (Omnific Music, 2010)
- Real Life Story (More To Know) Terri Lynn Carrington with Nancy Wilson, George Duke, Patrice Rushen (Koch, 2009)
- Miles From India Various Artist -Grammy Nominee (Times Square Records, 2008)
- Spring Thing Ken Chaney (ARR 2008)
- Rhapsody In Hughes 101 Val Gray Ward  (Kumi Entertainment, 2005)
- Heru Em Medu Rey Kemet (Songs In The Language of Kemet) African Arts Ensemble Chicago-Commission from African Festival of the Arts (Sonic Portraits, 2003)
- Pieces Of Marlene Rosenberg, Robert Irving III Associate Producer-and creator of cover art (Bassline Ent. 2001)
- Flattering Secret Ron Friedman (Secret Jazz 1999)
- Full Circle Robert Irving III & Chris Murrell Live in Hamburg, Germany (Nagel Heyer Records GmbH, 1998)
- Ascension Yuuka Nobe (Pony Canyon, 1998)
- ESP ESP with Darryl Jones, Kirk Whalum, Toby Williams and Bobby Broom (Glass House-Pioneer LDC. Japan, 1994)
- Wabi Susan Osborn/NEC Avenue Ltd. (Nippon Music Award "Best Creative Concept") 1992
- Real Life Story Terri Lyne Carrington -Grammy Award Nominee (Verve Forecast-Polygram, 1989)
- Midnight Dream Robert Irving III -debut release(Verve Forecast-Polygram, 1988)
- You're Under Arrest Miles Davis -Grammy Award Nomination for single “Human Nature” (Columbia, 1984)                                           *Ransom Tony Ransom (Bill Board Magazine "Pick") Singles:  “Turn To Me” and “Stay If You Wanna” (Expansion Records Ltd, 1985)
- Decoy Miles Davis -Downbeat Award for Album of the Year (Columbia, 1984)

### Como músico, compositor, arreglista.
Con Miles Davis
- The Prince of Darkness live in Europe (JHR, 2005) - composer, arranger, keyboards
- The Complete Miles Davis at Montreux (Columbia, 2002) - composer, arranger, keyboards
- The Man with the Horn (Columbia, 1981) - composer, arranger, keyboards
- Live Around The World (1996, Warner) - keyboards

Con Ramsey Lewis
- Three Piece Suite (Columbia, 1981) - composer, arranger, keyboards
- Chance Encounter  (Columbia, 1982) - composer, arranger, keyboards
- Live At The Savoy (Columbia, 1984) - composer, arranger, keyboards

Con David Murray
- Fo Deuk Revue (Justin Time, 1997)
- Dark Star: The Music of the Grateful Dead (Astor Place, 1996)
- The Tip (DIW, 1995)
- Jug-A-Lug (DIW, 1995)

Con Wallace Roney
- Village (Warner Bros, 1997)
- Jazz (Highnote, 2007)

Otras grabaciones
- [Drop It Corey Wilkes (Delmark Records, 2008)  composer, arranger, keyboards
- 2002—Juba Collective (Kahil El'Zabar), Juba Collective—piano, organ, keyboards
- 2011—Kahil El'Zabar's Ethnics featuring Nona Hendryx, It's Time – composer, arranger, producer, keyboards
- Endless Miles a tribute to Miles Davis (N2K, 1998)

### Premios
Robert Irving III ha recibido los premios Chicago Music Awards, Lifetime Achievement Award para 2015 

### Memoria
Extractos de las memorias de Robert Irving III, tituladas Las posibilidades armónicas fueron publicadas por la publicación Black Renaissance Noire Magazine del Instituto de Asuntos Afroamericanos de la Universidad de Nueva York en el número de otoño de 2013. Las memorias todavía se están completando. 

### Reciente
El Quinteto de Robert Irving III debutó en el histórico The Jazz Showcase de Joe Segal en Chicago en septiembre de 2017. El grupo incluye en la trompeta a Wallace Roney Jr. el hijo de Geri Allen y Wallace Roney, junto con Rajiv Halim en el saxofón tenor, alto y soprano, la bajista Emma Dayhuff y el batería de 17 años, Jeremiah Collier. 
Irving actualmente realiza giras con la banda Miles Electric (compuesta principalmente por exalumnos de Miles) como director musical / pianista y teclista. 